# Vidosovići
Vidosovići su naseljeno mjesto u općini Kreševo, Federacija Bosne i Hercegovine, BiH.

## Stanovništvo

### 1991.
Nacionalni sastav stanovništva 1991. godine, bio je sljedeći:
ukupno: 32
- Muslimani - 32

### 2013.
Nacionalni sastav stanovništva 2013. godine, bio je sljedeći:
ukupno: 7
- Bošnjaci - 7